# Irská národní knihovna
Irská národní knihovna (irsky: Leabharlann Náisiúnta na hÉireann) je národní knihovna Irské republiky se sídlem v jejím hlavním městě Dublinu. Knihovna je příruční a nepůjčuje tedy knihy domů. Pouze umožňuje do shromážděných materiálů (knihy, mapy, rukopisy, hudba, noviny, periodika, fotografie) nahlédnout zdarma. Mezi hlavní fondy knihovny patří archiv irských novin a sbírky darované jednotlivými autory nebo jejich pozůstalosti. Knihovna spravuje pozůstalost řady významných irských spisovatelů: Jamese Joyce, Williama Butlera Yeatse, Seamuse Heaneyho, Michaela D. Higginse ad. Ostatně, knihovna byla oblíbeným místem mnoha spisovatelů, například James Joyce právě zde napsal devátou kapitolu svého Odyssea. Byla zřízena zákonem o muzeu vědy a umění z roku 1877, který stanovil, že většina sbírek ve vlastnictví Royal Dublin Society má být svěřena tehdejšímu ministerstvu vědy a umění ve prospěch veřejnosti. V současné hlavní budově na Kildare Street, jejímž architektem byl Thomas Newenham Dean, knihovna sídlí od roku 1890. Do této nové, speciálně pro ni postavené budovy se přesunula z Leinster House. Od roku 1927 musí všechna vydavatelství odevzdávat knihovně povinný výtisk (tuto funkci převzala od knihovny Trinity College Dublin). Knihovna schraňuje přes 12 milionů položek. Je také národním centrem ISSN, národním fotografickým archivem, genealogickým institutem a muzeem literatury. Také pořádá výstavy. Podléhá ministerstvu pro cestovní ruch, kulturu, umění, sport a média. V roce 2005 se ovšem stala autonomní kulturní institucí, což jí dává specifický právní status.